# Telur pindang
Telur pindang ou œufs pindang sont des œufs durs que l'on trouve en Indonésie et en Malaisie, bouillis lentement dans de l'eau avec du sel, de la sauce de soja, des peaux d'échalotes, des feuilles de teck et d'autres épices. Ils sont relativement similaires aux œufs au thé noir chinois, mais au lieu d'utiliser du thé noir, on utilise des échalotes, des feuilles de teck ou des feuilles de goyave comme colorant.

## Terminologie
Le terme pindang fait référence à la méthode de cuisson consistant à faire bouillir ensemble des ingrédients avec du sel et certaines épices contenant du tanin, habituellement de la sauce soja, des échalotes, des feuilles de goyavier et de teck, ainsi que d'autres épices présentes en Asie du Sud-Est. Ce processus donne à l’œuf une couleur brune. Le pindang est une méthode traditionnelle pour confire et conserver les aliments, essentiellement pour le poisson et les œufs. Cette technique est originaire de Java et Sumatra.

## Indonésie

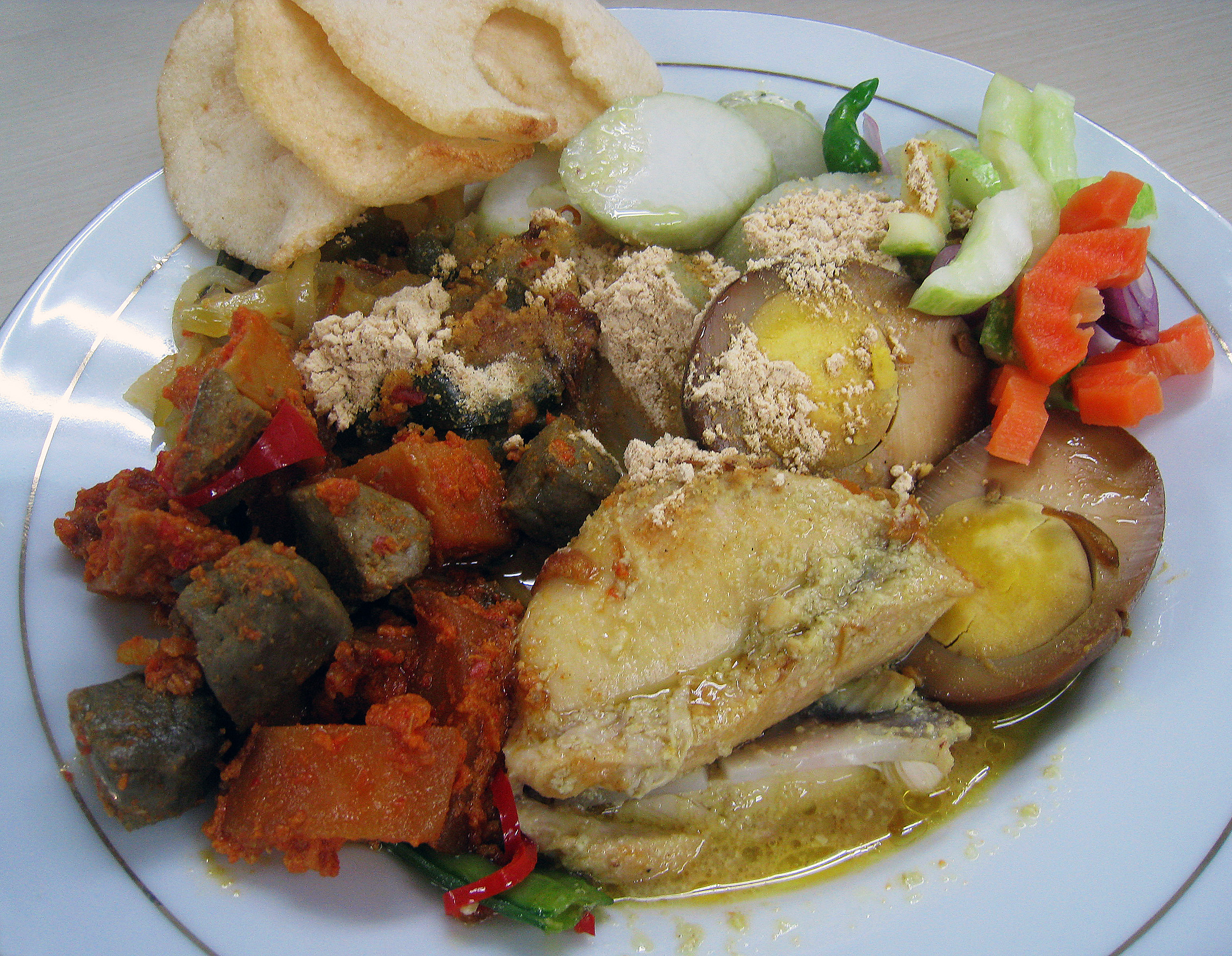
Telur pindang dans un lontong cap go meh.

Aujourd'hui, le telur pindang est répandu dans tout l'archipel indonésien, mais est surtout présent dans la cuisine javanaise du Centre et de l'est de Java, ainsi qu'au Sumatra du Sud. L'usage des feuilles de teck comme colorant est très particulier à l'île de Java. Elles sont utilisées pour le gudeg de Yogyakarta, et même dans la fabrication de batik.
Le telur pindang est souvent servi dans des plats tels que le tumpeng, le nasi kuning ou le nasi campur. À Yogyakarta, le telur pindang est servi avec du nasi gudeg ou tout simplement du riz blanc. On le retrouve également dans le plat indo-chinois lontong cap go meh. Ces plats sont des plats de fête, d'où la présence de ces œufs dans ces mets, ceux-ci symbolisant la fertilité, la régénération et la chance.

## Malaisie
Le telur pindang en Malaisie est très populaire dans l'état de Johor. Il est difficile d'affirmer si leur origine est due à l'arrivée des marchands chinois dans l'état après l'indépendance du sultanat au XIXe siècle ou aux immigrés javanais installés depuis plus d'un siècle.
Les ingrédients utilisés sont les échalotes, le tamarin, le fenouil, la coriandre, la sauce de soja, et des feuilles de goyavier ou de mangoustanier. La plus grande différence avec le telur pindang indonésien réside dans l'utilisation des feuilles de teck.